# محطة قطار تاجنانت
محطة تجنانت هي محطة قطار في الجزائر تقع على أراضي بلدية تاجنانت في ولاية ميلة.

## الموقع
تقع محطة القطار جنوب مدينة تجنانت على خط الجزائر إلى سكيكدة حيث تسبقها محطة  بير العرش ويتبعها محطة التلاغمة.

## تاريخ
في فباير 224، أُعيد فتح المحطة  بعد إهمال دام لأزيد من أربع سنوات.

## الخدمات
تُخدم محطة تجنانت بالقطارات الرئيسية من خلال: 
- الجزائر – عنابة
- الجزائر – تبسة .